# مافيا جورجية
المافيا الجورجية (بالجورجية: ქართული მაფია) (بالحروف اللاتينية: كارتولي مابيا) تعتبر واحدة من أكبر وأقوى الشبكات الإجرامية في أوروبا ، والتي أنتجت أكبر عدد من "اللصوص في القانون" في جميع دول الاتحاد السوفياتي السابق حيث تسيطر وتنظم معظم الناطقين بالروسية ويسيطرون بشكل كامل على مجموعات المافيا في روسيا وجورجيا. وهي نشطة للغاية في روسيا وأوروبا. تمتلك المافيا الجورجية عشيرتين إجراميتين رئيسيتين من تبليسي وكوتايسي. كان لطالما كان لدى جورجيا عدد كبير وبشكل غير متناسب من زعماء الجريمة ولا يزال لديها أغلبية مكونة من 700 زعيم أو نحو ذلك، حيث لا يزالون يعملون في فضاء ما بعد الاتحاد السوفيتي وخاصة غرب جورجيا (Kutaisi Clan) الممثل بشكل جيد.
توازي المافيا الجورجية المافيا الصقلية في كثير من قواعدها أو "قوانينها"